# هان سو هي
هان سو هي (الكورية: 한소희؛ هانجا: 韓素希) هي ممثلة كورية جنوبية. ولدت في 18 نوفمبر 1994 في ألسان، كوريا الجنوبية. قد لعبت دور داعم في المسلسل التلفزيوني الكوري زهرة المال (2017)، وأول دور رئيسي لها في المسلسل عالم المتزوجين. (2020). لعبت أدوار البطولة فيه مسلسل مع ذلك ومسلسل أسمي على نتفليكس (2021) مخلوق جيونغسونغ (2023).

## النشأة والتعليم
ولدت هان باسم لي سو هي (هانغل؛ 이소희)، في 18 نوفمبر 1994 في أولسان، كوريا الجنوبية، التحقت بمدرسة أولسان الثانوية للبنات ومدرسة أولسان الثانوية للفنون.

## فيلموغرافيا

### مسلسلات تلفزيونية
| سنة  | عنوان            | دور                      | قناة البث    |
| ---- | ---------------- | ------------------------ | ------------ |
| 2017 | لم شمل عوالم     | لي سيو وون               | نظام بث سول  |
| 2017 | زهرة المال       | يون سيو وون              | ام بي سي     |
| 2018 | 100 يوم يا أميري | كيم سو هاي               | تي في إن     |
| 2018 | بعد المطر        | سوجين                    | كي بي إس 2   |
| 2019 | هاوية            | جانغ هي جين / أوه سو جين | تي في إن     |
| 2020 | عالم المتزوجين   | يو دا كيونغ              | جاي تي بي سي |
| 2021 | مع ذلك           | يو نا بي                 | جاي تي بي سي |

### سلسلة ويب
| عام  | عنوان               | الشبكة             | الدور                   | الحلقات | المراجع     |
| ---- | ------------------- | ------------------ | ----------------------- | ------- | ----------- |
| 2021 | هذا اسمي            | نتفليكس            | يون جي-وو / أوه هاي-جين | 8       | [ 7 ] [ 8 ] |
| 2022 | المسار الصوتي رقم 1 | NHN Bugs! & ديزني+ | لي ايون سو              | 4       | [ 9 ]       |
| 2023 | مخلوق كيونغسونغ     | نتفليكس            | يون تشاي أوك            |         |             |

## روابط خارجية
- هان سو هي على إنستغرام
- هان سو هي في قاعدة بيانات الأفلام على الإنترنت
- هان سو هي في هانسينما